# Djibouti Cup
Der Djibouti Cup ist der nationale Fußballpokal in Dschibuti. Ausgetragen wird er seit 1988 jährlich durch die Fédération Djiboutienne de Football, dem nationalen Fußballverband. Rekordgewinner ist der AS Port aus der Hauptstadt Dschibuti mit 7 Titeln.

## Sieger
- 1988 – AS Port (4:3 i. E. gegen ACPM)
- 1989 – AS Port (4:2 gegen Chemin de Fer Djibouto-Ethiopien)
- 1990 – AS Port
- 1991 – AS Aéroport (2:1 gegen AS Port)
- 1992 – AS Compagnie Djibouti-Ethiopie (4:2 gegen AS Etablissements Merill)
- 1993 – Force Nationale Securité
- 1994 – FC Balbala (5:4 i. E. gegen AS Ali Sabieh/Djibouti Télécom)
- 1995 – FC Balbala
- 1996 – FC Balbala
- 1997 – Force Nationale de Police
- 1998 – Force Nationale de Police
- 1999 – FC Balbala
- 2000 – AS Port
- 2001 – Chemin de Fer Djibouto-Ethiopien
- 2002 – Jeunesse Espoir (gegen Chemin de Fer Djibouto-Ethiopie)
- 2003 – AS Borreh (5:4 i. E. gegen AS Ali Sabieh/Djibouti Télécom)
- 2004 – Chemin de Fer Djibouto-Ethiopien (6:2 gegen AS Borreh)
- 2005 – Poste de Djibouti (2:0 gegen AS Port)
- 2006 – AS Ali Sabieh/Djibouti Télécom (3:0 gegen Gendarmerie Nationale Djibouti)
- 2007 – FC Société Immobilière de Djibouti (4:3 i. E. gegen CDE/Colas)
- 2008 – CDE/Colas (4:3 i. E. gegen Guelleh Batal)
- 2009 – Guelleh Batal de la Garde Républicaine (13:12 i. E. gegen AS Ali Sabieh/Djibouti Télécom)
- 2010 – AS Port (3:2 gegen Guelleh Batal de la Garde Républicaine)
- 2011 – AS Port (2:0 gegen AS Ali Sabieh/Djibouti Télécom)
- 2012 – Guelleh Batal de la Garde Républicaine (2:1 gegen AS Ali Sabieh/Djibouti Télécom)
- 2013 – AS Port (4:3 i. E. gegen AS Ali Sabieh/Djibouti Télécom)
- 2014 – AS Tadjourah (?:? i. E. gegen Guelleh Batal de la Garde Républicaine)
- 2015 – Guelleh Batal de la Garde Républicaine (2:0 gegen AS Port)
- 2016 – AS Ali Sabieh/Djibouti Télécom (5:3 i. E. gegen FC Dikhil/SGDT)
- 2017 – Gendarmerie Nationale (7:6 i. E. gegen Guelleh Batal de la Garde Républicaine)
- 2018 – AS Ali Sabieh/Djibouti Télécom (1:0 gegen Université de Djibouti)
- 2019 – AS Arta/Solar7 (3:0 i. E. gegen Gendarmerie Nationale)
- 2020 – AS Arta/Solar7 (1:0 gegen AS Ali Sabieh/Djibouti Télécom)
- 2021 – AS Arta/Solar7 (4:3 i. E. gegen FC Dikhil/SGDT)
- 2022 – AS Arta/Solar7 (3:1 gegen AS Ali Sabieh/Djibouti Télécom)
- 2023 – AS Arta/Solar7 (3:0 gegen Guelleh Batal de la Garde Républicaine)

## Rangliste
| Rang | Verein                                 | Siege |
| ---- | -------------------------------------- | ----- |
| 1    | AS Port                                | 7     |
| 2    | AS Arta/Solar7                         | 5     |
| 3    | FC Balbala                             | 4     |
| 4    | Chemin de Fer Djibouto-Ethiopien       | 3     |
| 4    | Guelleh Batal de la Garde Républicaine | 3     |
| 4    | AS Ali Sabieh/Djibouti Télécom         | 3     |
| 7    | Force Nationale de Police              | 2     |
| 8    | CDE/Colas                              | 1     |
| 8    | FC Société Immobilière de Djibouti     | 1     |
| 8    | Poste de Djibouti                      | 1     |
| 8    | AS Borreh                              | 1     |
| 8    | Jeunesse Espoir                        | 1     |
| 8    | Force Nationale Securité               | 1     |
| 8    | AS Aéroport                            | 1     |
| 8    | AS Tadjourah                           | 1     |
| 8    | Gendarmerie Nationale                  | 1     |